# Parque Argentino
El Parque Argentino se inauguró en 1827 en la ciudad de Buenos Aires (Argentina). Fue el primer jardín público, a imitación de los grandes jardines públicos europeos, más con el fin de dotar al país de una nueva institución que con la idea de lucro. Fue antecedente del Jardín Botánico de Buenos Aires. La sociedad comercial se formó con un capital de 100.000 pesos, siendo socios fundadores varios caballeros ingleses que también bautizaron al parque con el nombre Vauxhall.
El parque ocupaba la manzana limitada por las actuales Avenida Córdoba (antes calle Córdoba), calle Viamonte (antigua calle Temple), calle Uruguay y calle Paraná. Su perímetro estaba rodeado por una rústica pared de cerco, que sobre la calle Uruguay estaba emplazada cinco metros hacia adentro de la línea de edificación para que los concurrentes pudiesen dejar allí sus cabalgaduras y carruajes. Todavía hoy la línea de edificación de la calle Uruguay mantiene esa retirada entre la Avenida Córdoba y calle Viamonte.
Los diferentes jardines que conformaban el parque estaban perfectamente arreglados y cuidados; se importaron muchas plantas y semillas de variedades exóticas o muy raras en el país. El cuerpo de jardineros que mantenían y acrecentaban las especies, también se encargaban de armar preciosos ramos de flores con los que se obsequiaba a las damas que visitaban el lugar, lo que no impedía que las señoras hicieran llevar bajo el uniforme de sus sirvientas, uno que otro gajo o esqueje con finalidades reproductivas.
Además de los elementos paisajísticos, el establecimiento contaba con un hotel al estilo francés, salones de baile, una arena de circo con comodidad para 1500 espectadores y un pequeño teatro al aire libre en el que, durante el verano, se presentaban los actores del Teatro Argentino; entre ellos el celebérrimo Juan José de los Santos Casacuberta.
También se representaron en el parque los primeros espectáculos circenses con artistas nativos, como los hermanos Podestá, y durante muchos años se instalaron en su arena los circos extranjeros que llegaban al país.
La primera compañía que inaugura esta pista circense es el “Circo Chiarini” haciendo pruebas gimnásticas de equilibrio y malabares en la cuerda floja. También, se incluyen pantomimas y bailes criollos.
De los personajes destacados que animaron el circo del Parque Argentino, rescatamos un célebre personaje de la época, el italiano Pedro Sotora, que se presentó en 1834 y se hacía llamar el hombre incombustible o el rey del fuego. Una de sus habilidades más llamativas era la de "comer" estopa ardiente. Solía lanzarse a la pista dando saltos mortales y fue, en el país, el primer divo que se vistió y pintó de payaso.
En el mismo año de 1834, llega la Compañía Ecuestre Gimnástica y Pantomímica Laforest-Smith. El programa incluye ejercicios ecuestres, actuaciones de payasos y pantomímicas. A esta compañía ya empiezan a incorporarse artistas criollos como Florencio Castañera, la familia de Antonina Montes de Oca y la cómica Francesca Peñaloza actuando en pantomímicas de indios o aldeanos. Un Poco más adelante, en 1836, llega una compañía norteamericana conocida como los Steward.
En muchas oportunidades el Parque entero funcionó como "Salón de Festejos". Entre los acontecimientos allí celebrados, se recuerda el gran banquete ofrecido por los residentes de la colectividad francesa en Buenos Aires, en el año 1830, con motivo de la ascensión de Luis Felipe al trono Francia. 
El predio también funcionó como antecedente del Zoológico de Buenos Aires, ya que en el lugar, en jaulas arregladas según el ambiente natural de los animales expuestos, se exhibieron tigres, antas, tapires, etc. 
Durante toda su existencia, el parque sufrió los frecuentes desbordes del arroyo Tercero del Medio, que transcurría por la actual calle Viamonte y aislaba al complejo del casco urbano. Según cronistas de la época, se atribuye su declinación comercial a esa desfavorable situación geográfica.
Ya casi sin que el parque produjese provecho económico alguno, a mediados de la década de 1840, don  Santiago Wilde, que formaba parte de la sociedad creadora del parque y original propietario de los terrenos, compró todas las acciones societarias y volvió a ser único dueño de lo que fue, por muchos años, su residencia particular.